# Toshihiko Ikemura
Toshihiko Ikemura (jap. 池村俊彦), japanski astronom. Suotkrivatelj periodičnog kometa 76P/West-Kohoutek-Ikemura, koji je otkrio 1. ožujka 1975. u Shinshirou, Japan.